# Cromatismo
Cromatismo é uma frase musical formada com notas da escala cromática (formada por 12 semitons). É o uso das notas cromáticas em uma composição tonal. com a intenção de gerar tensão (melódica ou harmônica) prolongando a música (desenvolvimento tonal) adiando a resolução melódica. 

## História
À medida que os compositores da segunda metade do século XIX expandiram os conceitos da música tonal, com novas combinações de acordes, tonalidades e recursos harmônicos, a escala cromática e os cromatismos se tornaram mais freqüentes. Como elemento expressivo, esta técnica encontrou seu auge no final do período romântico, com Franz Liszt, Gustav Mahler e Richard Wagner (Wisnik 1989, página 115). Um dos melhores exemplos do papel expressivo do cromatismo é a ópera Tristão e Isolda de Wagner. 
O uso cada vez mais acentuada do cromatismo é uma das principais causas de confronto com os compositores do início do século XX, que levou ao desenvolvimento da música dodecafônica e da música serial. Embora o cromatismo possa ser utilizado como uma forma dramática de prolongar a tensão tonal, ele também pode ser utilizado como uma forma de romper com a estrutura hierárquica da escala diatônica e, criar composições que não possuem um centro tonal nem atingem nunca um repouso da música tonal. 
Além da música erudita, o cromatismo também é utilizado frequentemente no jazz, blues, choro e alguns gêneros populares.

## Classificação
Existem três formas de cromatismo: modulação; acordes emprestados de tonalidades secundárias, e; acordes cromáticos como acordes de sexta aumentada (Cope 1672). 
Na modulação, a música progride melodicamente passando por notas cromáticas, antes de retornar às notas da tonalidade original ou de assumir uma nova tonalidade. Isso prolonga a tensão natural da cadência melódica. Nas formas harmônicas são utilizadas notas pertencentes a acordes de função dominante ou subdominante secundários ou auxiliares, ou a acordes da relativa menor/maior da tonalidade original (empréstimo modal). Em geral, o cromatismo está associado à utilização de alguma forma de dissonância. 
Como elemento de modulação já era parte integrante da música tonal desde sua sistematização. Nos dois volumes do "Cravo Bem Temperado",  Bach utilizou todas as 12 tonalidades maiores e menores, demonstrando a relação do campo tonal ao campo cromático através das modulações e transposições (Wisnik 1989, página 141-142).